# Paul van Zeeland
Paul Guillaume van Zeeland (Zinnik, 11 november 1893 – Brussel, 22 september 1973) was een Belgisch advocaat, econoom, katholiek politicus en staatsman.

## Levensloop
Van Zeeland begon zijn studies aan de Katholieke Universiteit Leuven in 1913, die het jaar daarop onderbroken werden door de Eerste Wereldoorlog. Tijdens de Duitse inval diende hij een paar weken bij het 3de Linieregiment, maar werd krijgsgevangen genomen op 19 augustus 1914 in Butsel bij Boutersem. Na de oorlog hervatte hij zijn studies en promoveerde in 1920 tot doctor in de rechten en in 1922 tot doctor in de politieke en sociale wetenschappen aan de KU Leuven. In 1921 werd hij Master of Arts in de economie aan de Princeton-universiteit. Ook was hij aan de KU Leuven baccalaureus in de thomistische wijsbegeerte.
In 1922 werd hij hoofd van de studiedienst van de Nationale Bank. Van 1926 tot 1934 was hij er directeur en van 1934 tot 1935 vicegouverneur. Ook was hij van 1928 tot 1963 docent en hoogleraar aan de KU Leuven, waar hij medeoprichter was van het Instituut van Economische wetenschappen.
Op 12 juni 1934 werd hij minister zonder portefeuille in de regering-De Broqueville V, belast om samen met Jules Ingenbleek oplossingen te zoeken voor de financiële crisis. Het reddingsplan dat ze voorstelden bleek echter politiek niet haalbaar en op 7 november 1934 namen ze ontslag, enkele dagen later gevolgd door de volledige regering.
In maart 1935 werd hij eerste minister van een regering van nationale eenheid (een coalitie van de drie grootste partijen in het land: de katholieken, de liberalen en de socialisten). Deze regering moest het opnemen tegen de economische crisis die het land trof. Van Zeeland probeerde de economische crisis te bekampen met een programma van devaluatie en zeer gerichte overheidsinterventies. Ten tijde van zijn eerste regering werd in juni 1935 in het parlement de wet op het taalgebruik in rechtszaken goedgekeurd.
In de lente van 1936 moest de regering ontslag nemen door de opruiing van de fascistische partij Rex, maar ze slaagde erin een nieuwe termijn aan te vatten van juni 1936 tot november 1937. Door de krijgswet kon ze de rexisten onderdrukken. Deze tweede regering voerde een progressief sociaal hervormingsprogramma door met het invoeren van de werkweek van 40 uren en andere maatregelen tegen de werkloosheid. Ook stichtte hij het Studiecentrum tot Hervorming van de Staat. In 1937 nam hij ontslag als premier na de ophefmakende interpellatie van Gustaaf Sap over financiële malversaties in de Nationale Bank.
In april 1937 lokte Rex-leider Léon Degrelle een tussentijdse verkiezing voor de Kamer van volksvertegenwoordigers uit in het arrondissement Brussel. Van Zeeland nam het met de steun van de drie regeringspartijen op tegen Degrelle en wist hem met een overweldigende score te verslaan. Vervolgens zetelde hij van 1937 tot 1939 als onafhankelijke in de Kamer.
Tijdens de Tweede Wereldoorlog benoemde de regering-Pierlot V, in ballingschap in Londen, hem tot voorzitter van de Commissie voor de Studie van de Naoorlogse Problemen. Deze moest zich vooral concentreren op de Repressie die na de oorlog zou uitbreken.
Na de oorlog trad Van Zeeland toe tot de PSC. Voor deze partij zetelde hij van 1946 tot 1956 als gecoöpteerd senator in de Senaat. Ook was hij van 1949 tot 1954 minister van Buitenlandse Zaken en van 1949 tot 1950 minister van Buitenlandse Handel. In 1956 verliet hij de politiek om voltijds over te stappen naar het zakenleven. Hij werd van 1956 tot 1973 beheerder en van 1956 tot 1963 lid van het directiecomité en algemeen raadgever van de Bank van Brussel en van 1956 tot 1971 voorzitter van de Banque Belge d'Afrique. Als financieel en monetair expert nam hij ook deel aan talloze internationale conferenties en gaf hij ook advies aan vele buitenlandse regeringen.
Tijdens de taalstrijd in de jaren 1960, ten tijde van de invoering van de taalgrens en de kwestie Leuven Vlaams, stelde Van Zeeland een plan op voor een nieuwe staatsstructuur. Hierin pleitte hij voor federalisme op provinciale basis.
In 1948 werd Paul van Zeeland benoemd tot minister van Staat en in 1963 tot burggraaf verheven. Hij nam als wapenspreuk: Luctor.
In 1946 richtte Van Zeeland een offshoremaatschappij op in Panama, wat in 2013 alsnog aan het licht kwam in het kader van offshore leaks. Als gevolg van deze onthullingen zette zijn kleindochter, Catherine Van Zeeland, een stap opzij als adviseur in het kabinet-Milquet.

## Familie
Van Zeeland was een zoon van Louis-Léopold van Zeeland en van Marie-Félicité Ynard. Hij trouwde in 1926 met jkvr. Renée Dossin de Saint-Georges (1894-1972), enig kind van de generaal uit de Eerste Wereldoorlog, baron Émile Dossin de Saint-Georges. Het echtpaar had vier kinderen.